# Edgeley Park
Edgeley Park – stadion piłkarski, położony w Stockport (Anglia). 
Swoje mecze rozgrywa tu piłkarska drużyna Stockport County oraz zespół rugby union Sale Sharks. Stadion został zbudowany i oddany do użytku w 1901 roku. Może pomieścić 10 852 widzów. 